# Il mondo che verrà (film 2020)
Il mondo che verrà (The World to Come) è un film del 2020 diretto da Mona Fastvold.
Il soggetto è tratto dal racconto Il mondo che verrà (2017) di Jim Shepard, anche co-sceneggiatore assieme a Ron Hansen.
Con protagoniste Katherine Waterston e Vanessa Kirby, è stato presentato in concorso alla 77ª Mostra internazionale d'arte cinematografica di Venezia.

## Trama
Nel 1856 nella contea di Schoharie, Abigail si appresta a iniziare un nuovo anno nella fattoria in cui vive con il marito Dyer. Mentre riflette sull’anno che verrà, sfogliando le annotazioni del suo diario, si percepisce il forte contrasto tra il comportamento pacato e stoico della donna e le complesse emozioni che affiorano dalle pagine. 
All’arrivo della primavera, Abigail incontra Tallie, donna estroversa di straordinaria bellezza, appena trasferitasi con il marito Finney in una fattoria nelle vicinanze. Le due provano a stringere una relazione, riempendo un vuoto nelle loro vite di cui non conoscevano l’esistenza.
Il film segue, pagina dopo pagina, al ritmo di una confessione dopo l’altra scritta su carta e narrata su schermo, il crescere di sentimenti liberatori, sempre più intensi e inattesi che uniscono Abigail a Tallie al punto da rendere l’esistenza dei rispettivi mariti una presenza ostacolante, chi attivamente come Finney, marito di Tallie, burbero e accecato dai precetti contenuti nella Bibbia e chi più passivamente come Dyer, marito di Abigail che arriverà ad accompagnare la moglie quando Tallie e Finney si trasferiranno da tutt’altra parte, nei pressi di Syracuse.
La consapevolezza dell’amore di Abigail per Tallie diventa sempre più forte e fuorviante nei momenti di lontananza tra le due donne, quando Abigail non riesce a capire che fine abbia fatto Tallie, dove sia andata trovando nella sua precedente casa un fazzoletto sporco di sangue che la induce a coinvolgere anche lo sceriffo. Successivamente, riceve una lettera proprio da Tallie che la mette al corrente di quanto le è successo, confessandole pensieri e sentimenti che il tempo e la distanza non le hanno dato modo di confessare ad Abigail. 
Il ricongiungimento avviene ma per Abigail è troppo tardi; quando riesce ad arrivare da Tallie, dopo tre giorni di viaggio, trova davanti a casa Finney, alienato e Tallie, già morta per le conseguenze di una malattia non curata.
Affranta dall’amore perduto, in un ultimo dialogo tra Abigail e Dyer, lui le ricorda che “l’immaginazione può sempre essere coltivata”.

## Distribuzione
Il film è stato presentato in anteprima il 6 settembre 2020 in concorso alla 77ª Mostra internazionale d'arte cinematografica di Venezia. Il 17 settembre, Bleecker Street ne ha acquisito i diritti di distribuzione statunitensi: il film ha avuto una distribuzione limitata nelle sale cinematografiche statunitensi a partire dal 7 febbraio 2021.
In Italia il film è stato distribuito nel maggio 2021 in streaming su piattaforme quali Chili, TIMvision, Sky Primafila e Google Play.

## Accoglienza
Per Paolo Mereghetti del Corriere della Sera: «il film conserva per buona parte la delicatezza di un sentimento di fronte al quale le due donne non sanno bene come reagire: la regia cerca nei volti quello che le parole non riescono a esprimere (nonostante un'invadente voce fuori campo che ci racconta il diario di Abigail) e le due attrici assecondano con bravura la messa in scena della Fastvold, salvo poi ridurre i due mariti a simboli (l'impotente silenzio di uno, il rabbioso puritanesimo dell'altro) e cedere alla fine a quelle scene di sesso che sembrano fatte solo per solleticare il voyeurismo di un certo tipo di pubblico.»

## Riconoscimenti
- 2020 - Mostra internazionale d'arte cinematografica[2][10][11]
  - Queer Lion
  - Premio Fanheart3 - Nave d'argento alla migliore OTP
  - In competizione per il Leone d'oro al miglior film